# Antonio Aguilar
Antonio Aguilar, właściwie José Pascual Antonio Aguilar Márquez Barraza (ur. 17 maja 1919 w Villanueva w Zacatecas, zm. 19 czerwca 2007 w mieście Meksyku) - meksykański piosenkarz, aktor, kompozytor, autor tekstów piosenek, producent filmowy i scenarzysta. W ciągu swojej kariery wydał ponad 150 albumów, które sprzedały się w 25 milionach egzemplarzy, i zagrał w ponad 120 filmach, w tym w jako Catrín w dramacie Zaścianek szuka nieba (Un rincón cerca del cielo, 1952) z Pedro Infante, w roli kapitana Ventury w dramacie historycznym La Cucaracha (1959) z Dolores del Río i Emilio Fernándezem oraz jako generał Rojas w westernie Andrew V. McLaglena Niezwyciężeni (1969) u boku Johna Wayne’a i Rocka Hudsona. Otrzymał zaszczytny przydomek „El Charro de México” (Jeździec z Meksyku), ponieważ przypisuje mu się popularyzację meksykańskiego sportu jeździeckiego wśród międzynarodowej publiczności.

## Dyskografia

### albumy studyjne
- Éxitos de Antonio Aguilar
- A Grito Abierto
- El Aguijón
- Corridos: Gabino Barrera y 11 Éxitos Más
- Corridos con Antonio Aguilar
- Cantos de Mi Tierra
- Viva el Norte con Antonio Aguilar
- La Voz del Pueblo
- Ya Viene Amaneciendo
- Puras Buenas
- Puras Buenas Vol. II
- La Mula Chula/Arriba Tayahua
- 15 Éxitos 15 con Tambora
- 15 Éxitos 15 Corridos Famosos

### minialbumy
- Toma esta carta (1960s)
- Antonio Aguilar Nº9 (1960)
- Cancionero Toni Aguilar en Discos "Odeón" (1959)
- Antonio Aguilar Nº4, Nº5, Nº6, Nº7, Nº8 (1958)